# Giancarlo Stanton
Pour les articles homonymes, voir Stanton.
Giancarlo Cruz Michael Stanton (connu sous le nom de Giancarlo Stanton et, précédemment, Mike Stanton), né le 8 novembre 1989 à Los Angeles, Californie, États-Unis, est un joueur de champ extérieur des Yankees de New York de la Ligue majeure de baseball.
L'entente de 325 millions de dollars US pour 13 saisons qu'il signe avec les Marlins de Miami le 19 novembre 2014 est le plus lucratif contrat jamais obtenu par un athlète professionnel, tous sports confondus, en Amérique du Nord. Il détient les records d'équipe des Marlins pour le plus grand nombre de coups de circuit en une saison et du plus grand nombre en carrière.
Stanton est élu joueur par excellence de la Ligue nationale en 2017.

## Carrière

### Ligues mineures
Natif du quartier de Panorama City à Los Angeles, Giancarlo Stanton suit des études secondaires à la Notre Dame High School à Sherman Oaks, district de la ville de Los Angeles situé dans la vallée de San Fernando.
Il est repêché dès la fin de ses études secondaires le 7 juin 2007 par les Marlins de la Floride au deuxième tour de sélection. Il perçoit un bonus de 475 000 dollars à la signature de son premier contrat professionnel le 11 août 2007.
Stanton passe trois saisons en Ligues mineures avant d'effectuer ses débuts en Ligue majeure. En 2008, avec les Greensboro Grasshoppers (A), il claque 39 coups de circuit et produit 97 points en seulement 125 parties, affichant aussi une moyenne de puissance de 0,611. Il totalise 28 circuits et 92 points produits en 2009 avec deux clubs affiliés des Marlins, les Jupiter Hammerheads et les Jacksonville Suns.
Ses belles performances en ligues mineures permettent à Stanton de se hisser au troisième rang des meilleurs joueurs d'avenir de la MLB en prévision de la saison 2010, derrière Jason Heyward (Atlanta) et Stephen Strasburg (Washington).
Stanton amorce la saison de baseball 2010 à Jacksonville. Il a déjà frappé 21 circuits et produit 52 points en 52 parties lorsque les Marlins décident de le faire passer directement du Double-A aux majeures. Le 8 juin 2010, il fait des débuts attendus pour les Marlins lors d'un match contre les Phillies de Philadelphie.

### Marlins de Miami

#### Saison 2010

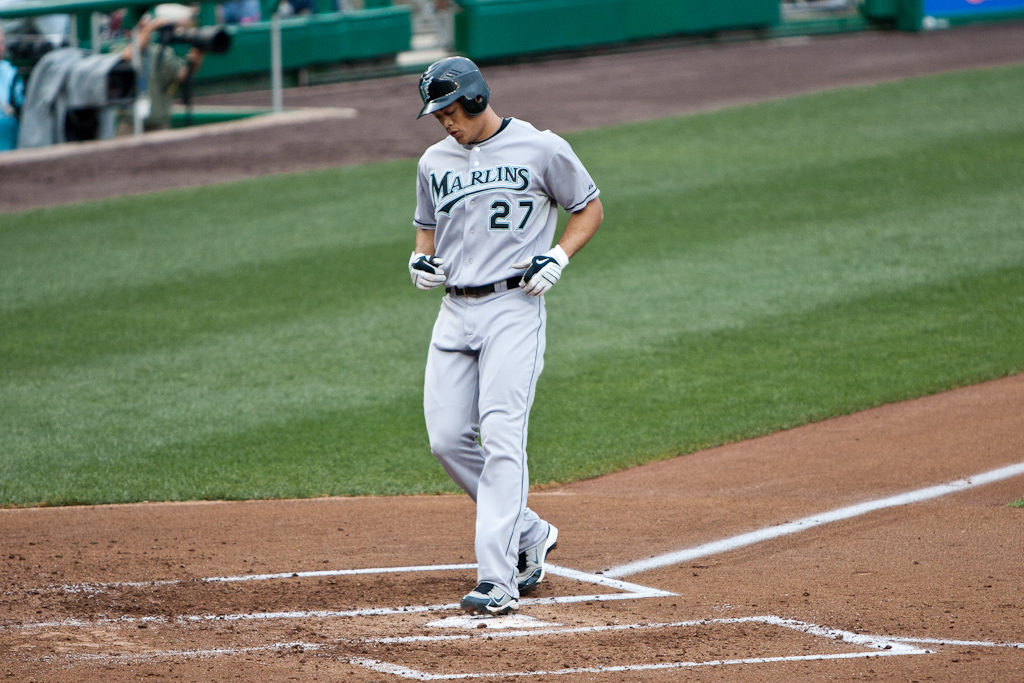
Stanton croise le marbre après un coup de circuit en septembre 2010.

L'entrée dans les grandes ligues de Stanton le 8 juin 2010 est quelque peu éclipsée par les débuts très médiatisés de Stephen Strasburg, le même soir à Washington. Stanton se distingue toutefois. À sa première présence au bâton, il réussit son premier coup sûr, face à Kyle Kendrick des Phillies. Stanton termine ce premier match avec 3 coups sûrs en 5 et il marque deux fois. Le 18 juin suivant, le jeune homme réussit son premier coup de circuit au plus haut niveau : un grand chelem aux dépens du lanceur Matt Garza des Rays de Tampa Bay. Le 11 août à Nationals de Washington, Stanton devient le 2e plus jeune joueur de l'histoire des majeures à obtenir 5 coups sûrs et 4 points produits. Réussissant cette performance à l'âge de 20 ans, seul Phil Cavarretta des Cubs de Chicago avait fait mieux avant lui en 1935 à l'âge de 19 ans.
Stanton complète sa première année dans les majeures avec 22 circuits, 59 points produits et une moyenne au bâton de 0,259 en 100 matchs joués.

#### Saison 2011

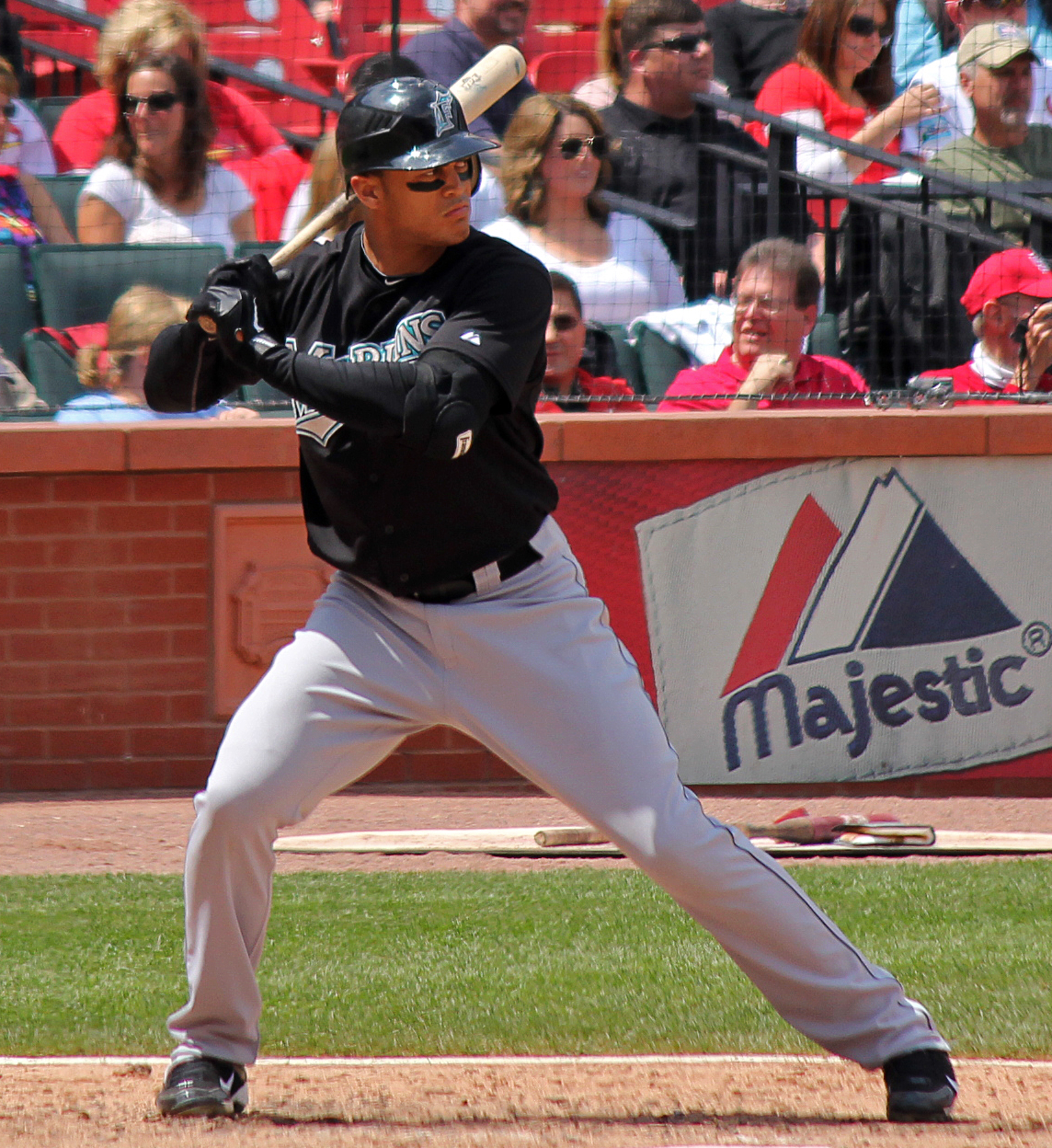
Stanton au bâton face aux Cardinals à Saint-Louis le 5 mai 2011.

Stanton fait suite à une belle année recrue avec une très bonne saison 2011. Il élève sa moyenne au bâton de quelques points et elle atteint 0,262 après 150 matchs joués, soit 50 parties de plus qu'en 2010. Il mène les Marlins avec ses 34 circuits et ses 87 points produits. Si son nombre de circuits, bon pour une 5e place en Ligue nationale, et sa moyenne de puissance de 0,537 (8e dans la ligue) sont remarquables, son nombre élevé de retraits sur des prises est cependant préoccupant : Stanton est retiré de cette manière à 166 reprises durant cette saison, le 3e plus haut total de la Nationale.
Il reçoit un vote au scrutin désignant le joueur par excellence de la saison 2011 dans la Ligue nationale, mais se classe 23e, loin derrière le lauréat Ryan Braun.

#### Saison 2012
Stanton est nommé joueur par excellence du mois de mai 2012 dans la Ligue nationale après avoir frappé pour 0,343 avec 37 coups sûrs dont 12 circuits en 29 matchs. Sa moyenne de puissance s'élève à 0,769 durant cette période et il produit 30 points.
En 2012, il mène tout le baseball majeur avec une moyenne de puissance de 0,608. Avec 37 circuits, il termine 2e de la Ligue nationale derrière Ryan Braun des Brewers de Milwaukee. Il élève sa moyenne au bâton à 0,290 et sa moyenne de présence sur les buts à 0,361. En 123 matchs, soit 27 de moins que l'année précédente, il frappe 3 circuits de plus et produit seulement un point de moins, pour un total de 86. Auteur de 130 coups sûrs, seulement 5 de moins qu'en 2011, il égale son total de doubles, avec 30. Invité pour la première fois au match des étoiles, il reçoit de nouveaux une poignée de vote s au scrutin désignant le joueur de l'année.

#### Saison 2013
Alors que les Marlins continuent de s'enfoncer au classement après une vente de feu qui irrite Stanton, le joueur vedette de la franchise est visé par plusieurs rumeurs de transactions, que dément rapidement l'organisation. Il connaît une saison 2013 en demi-teinte : sa production de circuits tombe à 24 longues balles en 116 matchs. Sa moyenne de puissance dégringole de 0,608 à 0,480 et sa moyenne au bâton chute à 0,249. En revanche, il présente son meilleur pourcentage de présence sur les buts (0,365) en une année.

#### Saison 2014

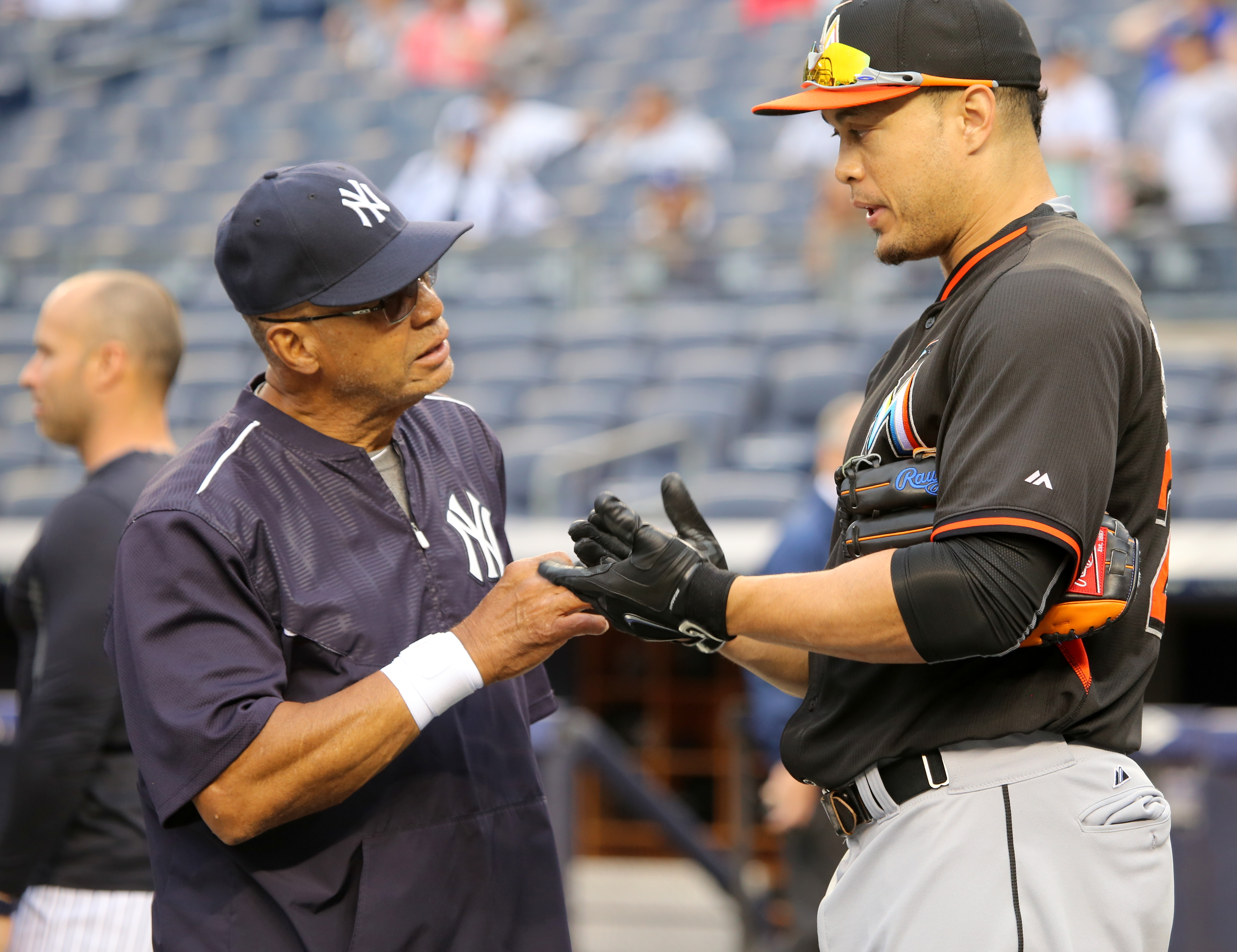
Giancarlo Stanton (à droite) en conversation avec Reggie Jackson lors d'une visite des Marlins aux Yankees de New York en juin 2015.

En 2014, Stanton reçoit sa 2e invitation au match des étoiles.
Le 11 septembre 2014 à Milwaukee, Stanton est atteint au visage par une balle rapide lancée à 142 km/h par Mike Fiers des Brewers. Il est hospitalisé à Milwaukee pour des fractures au visage et de multiples lacérations.
Le 19 novembre 2014, Stanton accepte des Marlins une prolongation de contrat de 13 saisons à 325 millions de dollars US. Il s'agit du plus lucratif contrat jamais obtenu par un athlète professionnel, tous sports confondus, en Amérique du Nord.

#### Saison 2015
Le 16 avril 2015 contre les Mets de New York, Stanton établit le record du plus grand nombre de coups de circuits avec les Marlins lorsqu'il frappe son 155e de sa carrière. Réussi à son 644e match, il bat le record de franchise de 154 en 776 parties établi par Dan Uggla entre 2006 et 2010.
Le 26 juin 2015, Stanton, qui mène alors les majeures avec 27 circuits et 67 points produits, se brise l'os hamatum du poignet gauche lors d'un match face aux Dodgers de Los Angeles, ce qui l'envoie sur la liste des joueurs blessés pour une période de 4 à 6 semaines.
Malgré son ajout à la liste des blessés, Stanton est élu meilleur joueur du mois de juin 2015 dans la Ligue nationale après avoir égalé le record des Marlins avec 12 circuits en un mois et maintenu une moyenne au bâton de 0,344 durant la période.

#### Saison 2016

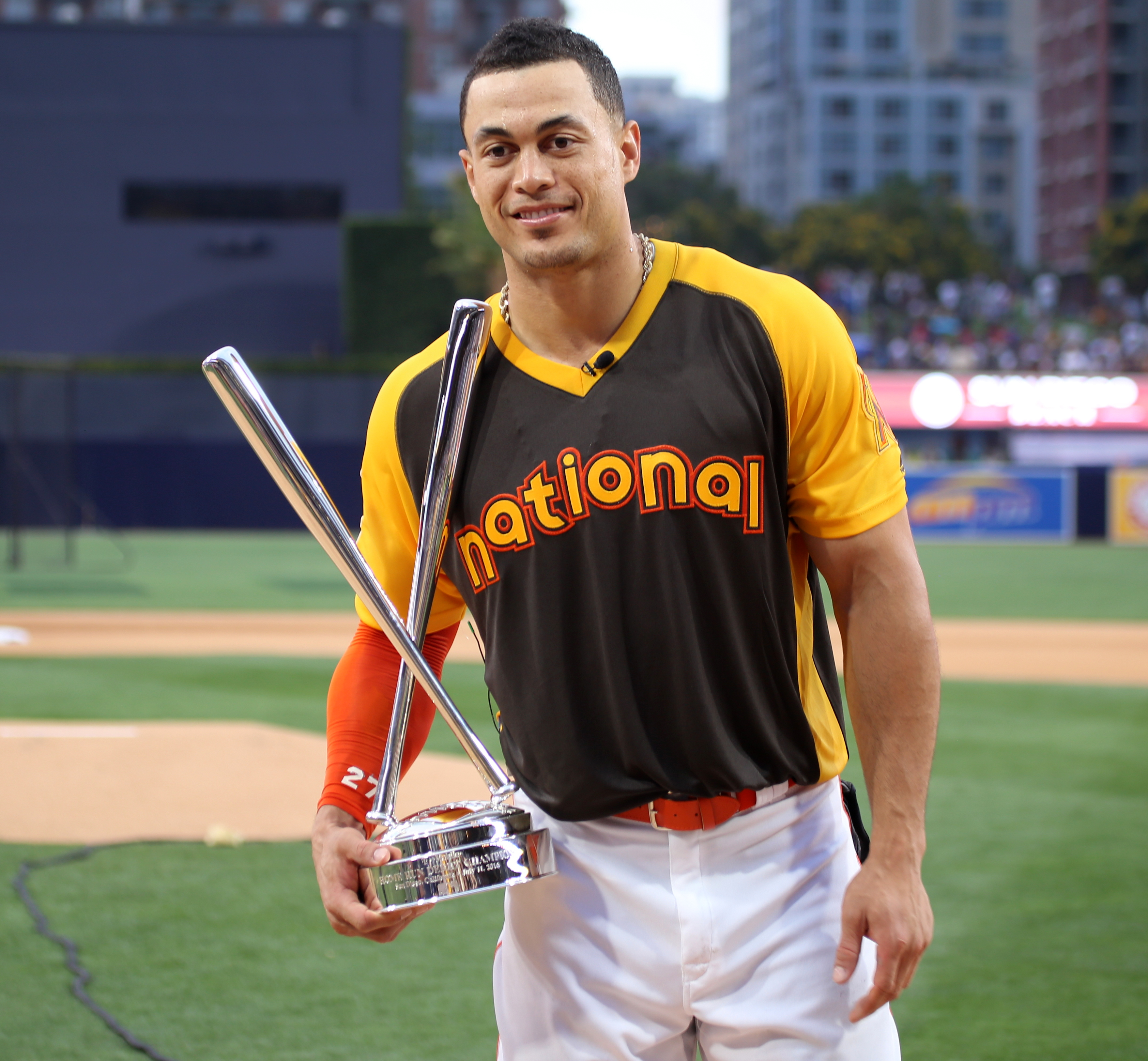
Giancarlo Stanton en 2016 avec le trophée remis au gagnant du concours de coups de circuit.

Stanton remporte le concours de coups de circuit présenté en marge du match des étoiles 2016 à San Diego. Il ne participe cependant pas au match d'étoiles. En 119 matchs des Marlins en 2016, Stanton égale son total de 27 circuits de la saison précédente, mais en 45 matchs joués de plus, et sa moyenne de puissance chute de 0,606 en 2015 à 0,489 en 2016.

#### Saison 2017
Stanton est du match d'étoiles 2017 devant ses partisans à Miami. Il honore ainsi sa 4e sélection au match d'étoiles. Il défend son titre à l'annuel concours de coups de circuit, mais est éliminé de justesse dès la première ronde de la compétition par Gary Sánchez.
Avec son 43e circuit de la saison le 14 août, Stanton bat le record d'équipe des Marlins, dépassant le total de 42 circuits en une année établi par Gary Sheffield lors de la saison 1996. Le 23 septembre 2017 face à Arizona, Stanton bat le record d'équipe des Marlins de 121 points produits, établi en 2000 par Preston Wilson.
Stanton établit un nouveau record des Marlins avec 18 circuits en un mois en août 2017 et est sans surprise élu joueur du mois sur cette période dans la Ligue nationale.

### Yankees de New York
Le 11 décembre 2017, Stanton est échangé aux Yankees de New York en retour du joueur de deuxième but Starlin Castro, du lanceur droitier Jorge Guzmán et du joueur de champ intérieur José Devers.

### Classique mondiale de baseball
Stanton joue pour les États-Unis lors des Classiques mondiales de baseball de 2013 et 2017.

## Vie personnelle
Stanton a plusieurs prénoms. À son entrée dans les ligues majeures, il est connu sous le nom de Mike Stanton (nom aussi porté par un lanceur depuis à la retraite) mais sa mère l'appelle plutôt Cruz, un autre de ses prénoms.
Avant la saison 2012, Stanton fait savoir qu'il préfère maintenant être connu sous le premier de ses prénoms, Giancarlo. Il a reçu de ses coéquipiers le surnom Bigfoot en raison de son physique imposant : 6′ 5″ (1,96 m) et 235 lb (107 kg).
Afro-Américain, Stanton est de descendance portoricaine et irlandaise,.

## Statistiques
| Saison | Équipe  | G   | AB  | R  | H  | 2B | 3B | HR | RBI | SB | BA   |
| ------ | ------- | --- | --- | -- | -- | -- | -- | -- | --- | -- | ---- |
| 2010   | Floride | 100 | 359 | 45 | 93 | 21 | 1  | 22 | 59  | 5  | .259 |
| Totaux | Totaux  | 100 | 359 | 45 | 93 | 21 | 1  | 22 | 59  | 5  | .259 |

Note : G = Matches joués ; AB = Passages au bâton; R = Points ; H = Coups sûrs ; 2B = Doubles ; 3B = Triples ; 
HR = Coup de circuit ; RBI = Points produits ; SB = Buts volés ; BA = Moyenne au bâton.